# Büyükkarıştıran, Lüleburgaz
Büyükkarıştıran là một thị trấn thuộc huyện Lüleburgaz, tỉnh Kırklareli, Thổ Nhĩ Kỳ. Dân số thời điểm năm 2011 là 5.756 người.